# Szpital Ubogich Parafii Mariackiej w Krakowie
Szpital Ubogich Parafii Mariackiej – zabytkowy budynek znajdujący się w Krakowie, w dzielnicy I przy ul. Siennej 16, na rogu z ul. św. Krzyża 2, na Starym Mieście. 
Jest to 1-piętrowy, 3-skrzydłowy budynek z barokową fasadą. Na jego narożniku znajduje się figura św. Rocha a w podworcu pomnik Kraka.

## Historia
Zbudowano go w latach 1761–1763, według projektu prawdopodobnie Franciszka Placidiego, jako szpital dla ubogich parafii mariackiej. Fundatorem był archiprezbiter kościoła mariackiego Jacek Augustyn Łopacki. Po ukończeniu budowy zamieszkało w budynku 30 ubogich z Kongregacji Ubogich kościoła Mariackiego. Dodatkowo kilka pomieszczeń przeznaczono na wynajem. Gdy budynek został zajęty na lazaret w 1790 roku miasto przekazało ubogim w zamian budynek szpitala św. Rocha przy ulicy Szpitalnej. 
W 1768 roku podczas konfederacji barskiej zajęty przez wojska rosyjskie na lazaret, następnie lazaret garnizonu krakowskiego, a po przejęciu przez miasto w lazaret miejski, aby w latach 1810-1814 ponownie pełnić funkcję lazaretu wojskowego. 
W latach 1796–1809 dodatkowo mieściła się tu siedziba austriackiego urzędu probierczego, a od 1829 roku siedziba urzędów finansowych Senatu Rzeczypospolitej Krakowskiej (zwany Gmachem Konsumpcji). Od 1850  roku w budynku mieścił się austriacki urząd skarbowy, a do 1883 roku Kasa Oszczędności Miasta Krakowa. 
W 1887 roku część budynku, a w 1906 roku całość przekazano Archiwum Aktów Dawnych miasta Krakowa.
Kilkakrotnie przeprowadzano adaptacje i przebudowy wnętrz budynku do celów archiwalnych. Część pomieszczeń zajmowało Towarzystwo Miłośników Historii i Zabytków Krakowa oraz od 1899 roku związane organizacyjnie z Archiwum – Muzeum Historyczne Miasta Krakowa. Od 1952 roku był dyrekcji Archiwum Państwowego w Krakowie, 29 grudnia 2012 Archiwum zostało przekształcone w Archiwum Narodowe w Krakowie.

## Siedziba Archiwum Narodowego

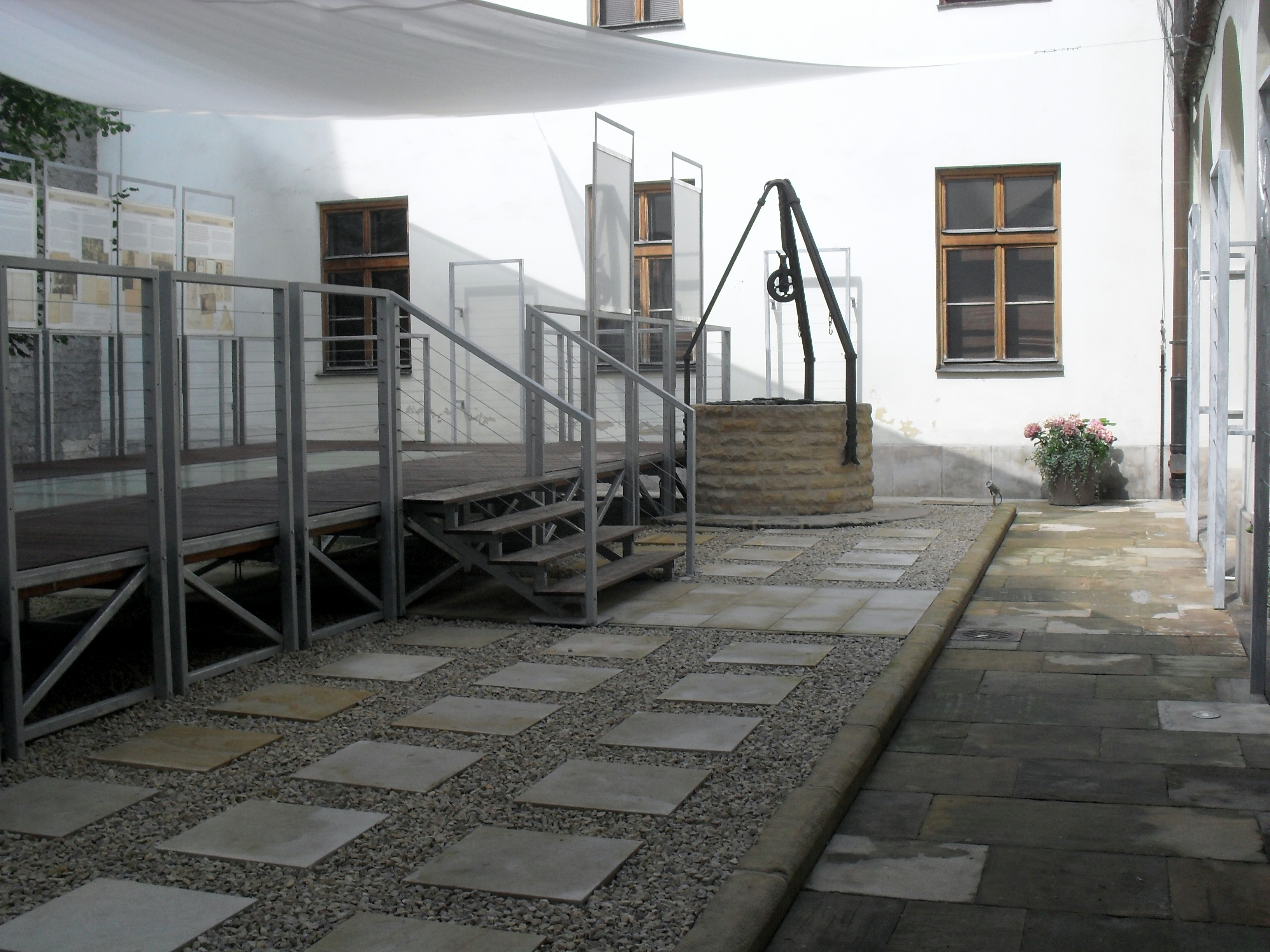
Dziedziniec budynku

W budynku mieściły trzy oddziały Archiwum, które zostały przeniesione do nowego budynku otwartego w 2022 roku przy ulicy Rakowickiej 22E:
- oddział III – akt miasta Krakowa, samorządu terytorialnego, wyznaniowych, szkół i organizacji społecznych, w jego ramach funkcjonuje biblioteka,
- oddział VII – ewidencji i popularyzacji zasobu archiwalnego,
- oddział VIII – ds. organizacyjnych i administracyjnych.